# Convoi HX 13
Le convoi HX 13 est un convoi passant dans l'Atlantique nord, pendant la Seconde Guerre mondiale. Il part de Halifax au Canada le 20 décembre 1939 pour différents ports du Royaume-Uni et de la France. Il arrive à Liverpool le 4 janvier 1940.

## Composition du convoi
Ce convoi est constitué de 27 cargos :
- Royaume-Uni : 21 cargos
- États-Unis : 2 cargos
- France : 3 cargos
- Grèce : 1 cargo

## L'escorte
Ce convoi est escorté en début de parcours par :
- les destroyers canadiens : NCSM Saguenay et NCSM Skeena

## Le voyage
Les deux destroyers canadiens font demi tour le 22 décembre. Ce même jour, le croiseur HMS Emerald prend le relais de l'escorte. Le 2 janvier, les destroyers HMS Mackay (fi), HMS Verity, HMS Warwick (en) et HMS Wolverine renforcent l'escorte jusqu'à l'arrivée.
Le convoi arrive sans problème.